# Royal Herakles HC in het seizoen 2019/20
Dit artikel beschrijft hockeyploeg Royal Herakles HC in het seizoen 2019-2020 bij de heren.

## Heren

### Seizoen 19-20
In De Belgische competitie 18-19 eindigde de ploeg 3de na 2 duels tegen KHC Dragons. Dit gaf Herakles een EHL ticket naar de KO16 van de Euro Hockey League
DE EHL heeft vanaf dit seizoen een nieuw format. In de 1ste ronde nemen 16 ploegen het in een knock-out fase het tegen elkaar op om bij de laatste 4 te horen van dit tornooi. Deze laatste 4 ploegen vervoegen de al eerdere 4 gekwalificeerde ploegen naar de Final 8 later in het hockeyseizoen.
Herakles won hun 1ste wedstrijd tegen SV Arminen met 10-0. De 2de wedstrijd was een 6-0 nederlaag tegen het Nederlandse SV Kampong

#### Selectie
| Staff           |                     |               |                        |
| Head Coach      | Darran Bisley       | Australië     |                        |
| Assistent Coach | Rob Haantjes        | Nederland     |                        |
| Manager         | Reine Jacobs        | België        |                        |
| Kiné            | Tim Lamens          | België        |                        |
| Video Analist   | Lucas Simons        | België        |                        |
| Keepers         |                     |               |                        |
| 1               | Amaury Timmermans   | België        | Eigen jeugd            |
| 31              | Francecso Mitrotta  | Italië        | White Star             |
| Verdedigers     |                     |               |                        |
| 4               | Marco Donck         | België        | Eigen jeugd            |
| 10              | Victor Donck        | België        | Eigen jeugd            |
| 2               | Nick Haig           | Nieuw-Zeeland | Canterbury Cavaliers   |
| 3               | Nacho Prat          | Spanje        | Junior                 |
| 5               | Joaquin Puglisi     | ARG           | Vlag van Argentinië    |
| Middenvelders   |                     |               |                        |
| 12              | Nicolas De Kerpel   | België        | Eigen jeugd            |
| 6               | Mattia Amorosini    | Italië        | HT Bologna             |
| 20              | Romain Devillé      | België        | Eigen jeugd            |
| 17              | Anthony Van Stratum | België        | Eigen jeugd            |
| 9               | Robin Huybrechts    | België        | Eigen jeugd            |
| 16              | Aiden Sarikaya      | Nieuw-Zeeland | Vlag van Nieuw-Zeeland |
| Aanvallers      |                     |               |                        |
| 8               | Diego Arana         | Spanje        | Pinoké                 |
| 34              | Stephen Jeness      | Nieuw-Zeeland | Vlag van Nieuw-Zeeland |
| 25              | Amaury Keusters     | België        | Eigen jeugd            |
| 21              | Louis Hottlet       | België        | Eigen jeugd            |
| 19              | Arthur Da Costa     | België        | Eigen jeugd            |

#### Wedstrijden
| Wedstrijddetails                       | Thuisploeg | Uitslag                                  | Uitploeg   | Selectie | Kaarten                                                            |
| -------------------------------------- | --- | ---------------------------------------- | ---------- | --- | ------------------------------------------------------------------ |
| 05 oktober 2019 14:14 KO16 @ Barcelona | Herakles | 4-2                                      | SV Arminen | Timmermans, Mitrotta, M.Donck, V.Donck, Haig, Prat, Puglisi, De Kerpel, Amorosini, Devillé, Van Stratum, Huybrechts, Sarikaya, Arana, Jeness, keusters, Hottlet, Da Costa | -green- 43' Schmidt (SV Arminen)                                   |
| 05 oktober 2019 14:14 KO16 @ Barcelona | 6' Amorosini (FG) 8' Keusters (FG) 9' Arana (FG) 20' Arana (FG) 28' Hottlet (FG) 34' De Kerpel (PC) 40' Haig (PC) 42' Van Stratum (FG) 44' Van Stratum (FG) 53' Puglisi (PC) | 1-0 2-0 3-0 4-0 5-0 6-0 7-0 8-0 9-0 10-0 |            | Timmermans, Mitrotta, M.Donck, V.Donck, Haig, Prat, Puglisi, De Kerpel, Amorosini, Devillé, Van Stratum, Huybrechts, Sarikaya, Arana, Jeness, keusters, Hottlet, Da Costa | -green- 43' Schmidt (SV Arminen)                                   |
| 06 oktober 2019 14:15 KO8 @ Barcelona  | SV Kampong | 6-0                                      | Herakles   | Timmermans, M.Donck, V.Donck, Haig, Prat, Puglisi, De Kerpel, Amorosini, Devillé, Van Stratum, Huybrechts, Sarikaya, Arana, Jeness, keusters, Hottlet, Da Costa           | -green- 23' De Vilder (Kampong) -green- 32' Van Stratum (Herakles) |
| 06 oktober 2019 14:15 KO8 @ Barcelona  | 1' Janssen (FG) 16' Phijffer (FG) 17' Janssen (PC) 31' Phijffer (FG) 39' Havenga (PC) 45' Kellerman (FG)                                                                     | 1-0 2-0 3-0 4-0 5-0 6-0                  |            | Timmermans, M.Donck, V.Donck, Haig, Prat, Puglisi, De Kerpel, Amorosini, Devillé, Van Stratum, Huybrechts, Sarikaya, Arana, Jeness, keusters, Hottlet, Da Costa           | -green- 23' De Vilder (Kampong) -green- 32' Van Stratum (Herakles) |